# Tsirio-Stadion
Das Tsirio-Stadion (griechisch Τσίρειο Στάδιο) ist ein Fußballstadion mit Leichtathletikanlage in der zyprischen Hafenstadt Limassol. Es war von 1975 bis 2022 die Heimspielstätte der Fußballclubs AEL Limassol, Apollon Limassol und Aris Limassol. In der Vergangenheit, besonders in den 1990ern, war es auch Spielstätte der zyprischen Fußballnationalmannschaft. 

## Geschichte
Das Tsirio-Stadion bietet 13.331 Plätze und wurde 1975 mit einer großzügigen Spende von Unternehmer und Philanthrop Petros I. Tsiros, dem Namensgeber, fertiggestellt. Das Tsirio-Stadion ersetzte das GSO-Stadion von 1899. Ein weiterer Nutzer ist der Limassol Athletics Club GSO (Gymnastikos Syllogos Olympia). Die Längstribünen sind doppelstöckig angelegt und überdacht.
Das Stadion war Schauplatz von einem Gruppenspiel und beider Halbfinalpartien der U-16-Fußball-Europameisterschaft 1992. Im Juni 2021 war die Austragung der 3. Liga der Leichtathletik-Team-Europameisterschaft geplant.
Seit Anfang der 2010er-Jahre gab es Pläne für ein neues Stadion, um die veraltete Anlage zu ersetzen.
Im September 2022 wurde die Limassol Arena in Kolossi, die neue Heimat der drei Fußballclubs, eingeweiht. Das Tsirio-Stadion soll im Anschluss renoviert und modernisiert werden, da es ein Bezugspunkt für die Stadt Limassol sei. Zukünftig soll es weiterhin für Leichtathletik-Veranstaltungen zur Verfügung stehen.